# Saint-Maurice (rzeka)
Saint-Maurice (fr. Rivière Saint-Maurice) – rzeka we wschodniej Kanadzie, dopływ Rzeki Świętego Wawrzyńca. Jest to jedna z najważniejszych rzek prowincji Quebec. Od nazwy tej rzeki pochodzi nazwa quebeckiego regionu administracyjnego Mauricie, przez który przepływa.
Saint-Maurice wypływa ze zbiornika Gouin w Górnej Mauricie, jej bieg kończy się w mieście Trois-Rivières, gdzie uchodzi do Rzeki Świętego Wawrzyńca. Oprócz Trois-Rivières, ważniejszymi miastami nad rzeką są również Shawinigan oraz La Tuque.
Główne dopływy rzeki to:
- Matawin,
- Mékinac,
- Croche.